# Borisav Stanković
Borisav "Bora" Stanković (srbskou cyrilicí Борисав Станковић Бора - 22. března 1876 Vranje – 22. října 1927 Bělehrad) byl srbský realistický spisovatel. Jeho díla se zabývala především problematikou života v jižním Srbsku, odkud sám pocházel.

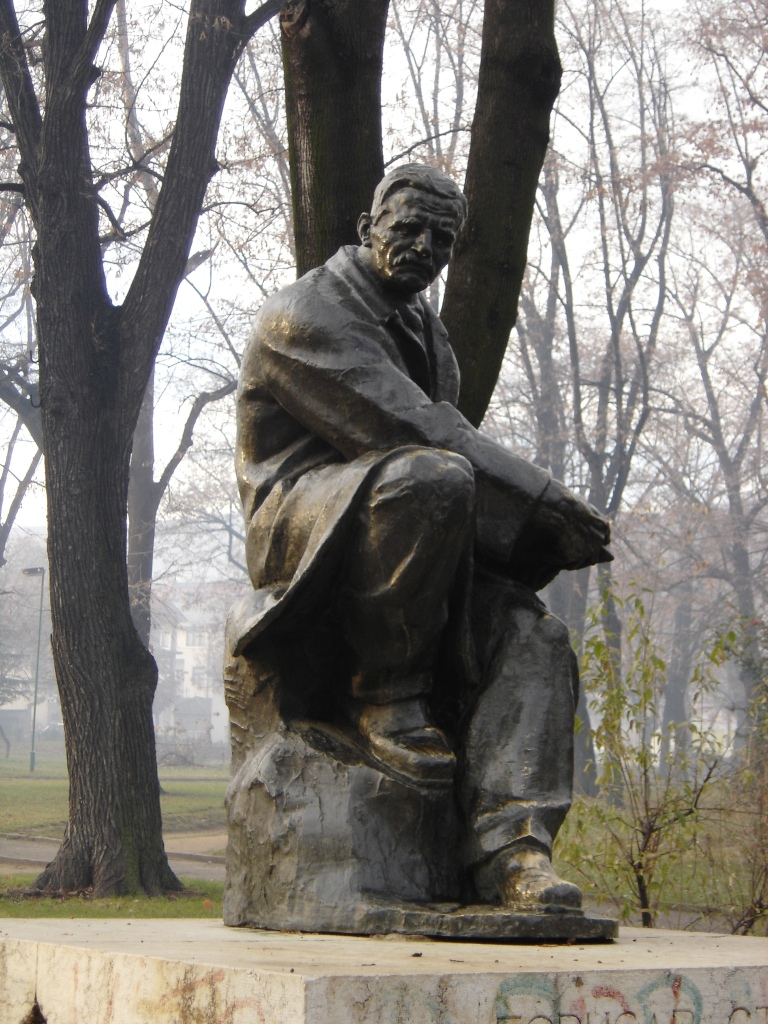
Stankovićova socha ve Vranje, jeho rodném městě na jihu Srbska

## Život
Stanković dokončil základní školu ve Vranje, dále pak studoval na právnické fakultě Bělehradské univerzity. Rok života strávil také v Paříži. Pracoval jako úředník (přesněji celní úředník, spíše než daňový) v Bělehradě. Během první světové války přesídlil do Niše, později do Černé Hory. Tam byl však zajat a převezen do zajateckého tábora do Derventy. Po válce pracoval v uměleckém oddělení jugoslávského ministerstva spravedlnosti. Zemřel v Bělehradě roku 1927.
Mezi jeho významná díla patří drama Koštana, tedy divadelní hra, ve které Stanković divákům ukazuje lidové obyčeje a zvyky jižního Srbska a román Nečista krv. Zatímco Srbsko počátku 20. století měnilo svoji orientaci a nová generace viděla svůj vzor ve Francii a Anglii, než Rakousku, nebo patriarchálním světě srbského venkova, Stanković se rozhodl zpracovávat témata právě z tohoto okruhu. Zážitky z válečného Bělehradu v dobách útoků Rakousko-Uherska na Srbsko shrnul v díle Pod Okupacijom. Ve svých dílech používal Stanković často torlacké nářečí, kterým se mluví v jižním Srbsku.